# Ивановка (Ленинский район)
Ива́новка (ранее Джепа́р; укр. Іванівка, крымскотат. Ceppar, Джеппар) — село Ленинского района (Автономной) Республики Крым в составе Багеровского сельского поселения (Багеровского поселкового совета).

## Население
| 2001 | 2014 | 2021 |
| ---- | ---- | ---- |
| 219  | ↘160 | ↘127 |

Всеукраинская перепись 2001 года показала следующее распределение по носителям языка
| Язык             | Процент |
| ---------------- | ------- |
| русский          | 94.06   |
| крымскотатарский | 5.02    |
| другие           | 0.91    |

### Динамика численности
| - 1902 год — 0 чел. - 1915 год — 0/19 чел. - 1926 год — 96 чел. - 1989 год — 269 чел. | - 2001 год — 219 чел. - 2009 год — 180 чел. - 2014 год — 160 чел. |

## Современное состояние
На 2017 год в Ивановке числится 4 улицы и 1 переулок; на 2009 год, по данным поссовета, село занимало площадь 49 гектаров на которой, в 83 дворах, проживало 180 человек. В селе действует сельский клуб.

## География
Ивановка расположена на востоке района и Керченского полуострова, в маловодной балке Чурбашская, высота центра села над уровнем моря 47 м. Находится примерно в 46 километрах (по шоссе) от райцентра Ленино, ближайшая железнодорожная станция — Керчь — около 18 километров. Транспортное сообщение осуществляется по региональной автодороге 35Н-319 Михайловка — Ивановка — до шоссе граница с Украиной — Джанкой — Феодосия — Керчь (по украинской классификации — С-0-10812).

## История
Впервые в доступных источниках селение встречается в «…Памятной книжке Таврической губернии на 1902 год», согласно которой на хуторе Джапар, входившем в Ново-Александровское сельское общество Сарайминской волости Феодосийского уезда, жителей и домохозяйств не числилось. По Статистическому справочнику Таврической губернии. Ч.II-я. Статистический очерк, выпуск пятый Феодосийский уезд, 1915 год, в экономии Джапар (наследников Олива) Сарайминской волости Феодосийского уезда числилось 3 двора с русским населением в количестве 19 человек только «посторонних» жителей.
После установления в Крыму Советской власти, по постановлению Крымревкома, 25 декабря 1920 года из Феодосийского уезда был выделен Керченский (степной) уезд, а, постановлением ревкома № 206 «Об изменении административных границ» от 8 января 1921 года была упразднена волостная система и в составе Керченского уезда был создан Керченский район в который вошло село (в 1922 году уезды получили название округов. 11 октября 1923 года, согласно постановлению ВЦИК, в административное деление Крымской АССР были внесены изменения, в результате которых округа были отменены и основной административной единицей стал Керченский район в который вошло село, в который включили село. Согласно Списку населённых пунктов Крымской АССР по Всесоюзной переписи 17 декабря 1926 года, в состав Либкнехтовского сельсовета Керченского района входили сёла Джепар Большой (9 дворов, 34 жителя, все русские) и Джепар Малый (14 дворов, 62 жителя, 50 русских, 12 украинцев).. Постановлением ВЦИК «О реорганизации сети районов Крымской АССР» от 30 октября 1930 года (по другим сведениям 15 сентября 1931 года) Керченский район упразднили и село включили в состав Ленинского, а, с образованием в 1935 году Маяк-Салынского района (переименованного 14 декабря 1944 года в Приморский) — в состав нового района. На километровой карте Генштаба Красной армии 1941 года обозначено одно село, причём название «Ивановка» уже фигурирует, как основное, но также применён и «Джепар» и насчитывалось 29 дворов.

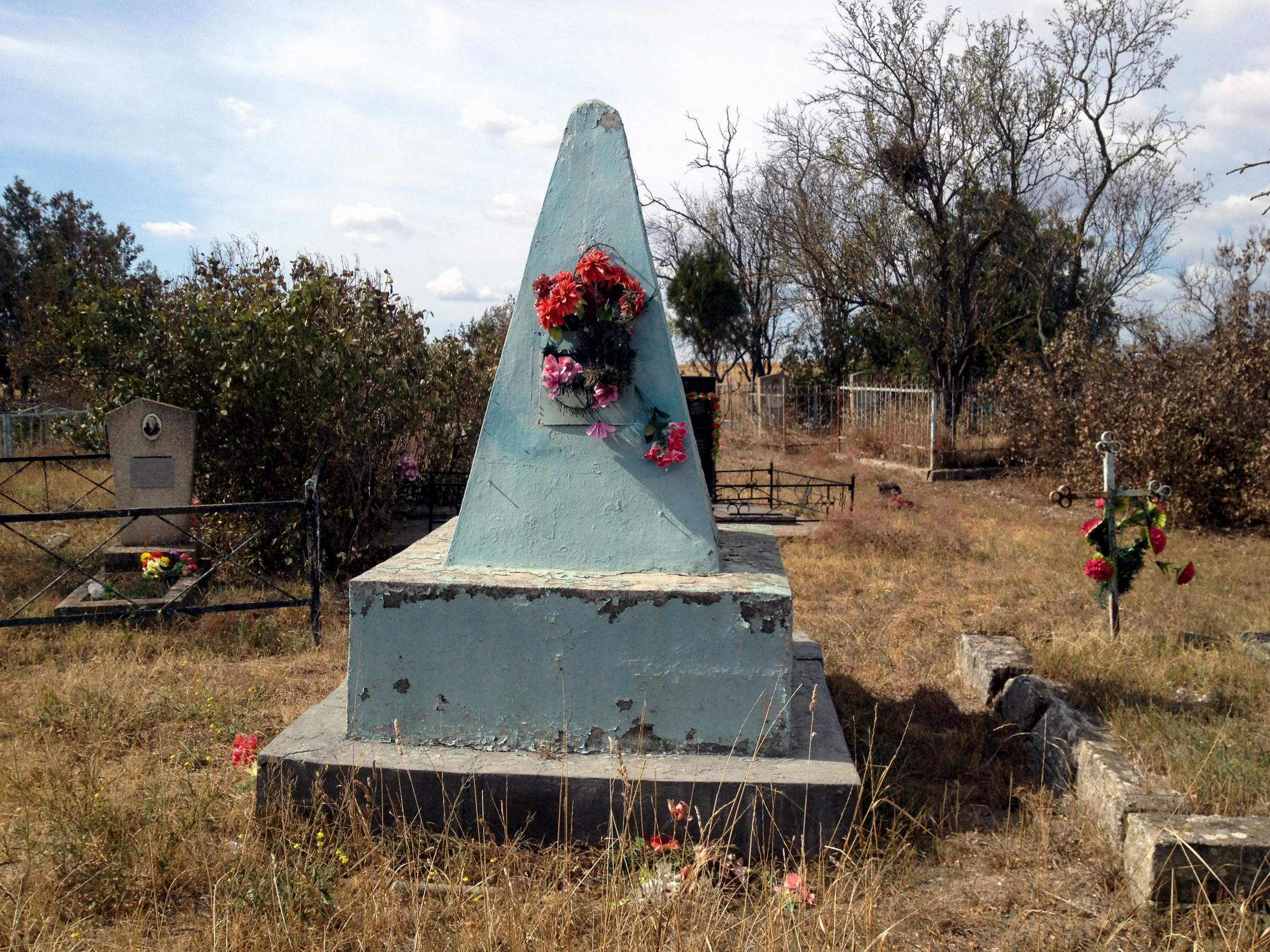
Братская могила на сельском кладбище.

Во время Великой Отечественной войны в районе Ивановки весной 1942 года вели оборонительные бои 384, 633 стрелковые полки, 422 артиллерийский полк 157 стрелковой дивизии 44-й армии Крымского фронта. Погибшие при обороне села (количество пока не установлено) были похоронены в братской могиле на сельском кладбище, на которой установлен скромный памятник-пирамидка.
После освобождения Крыма от фашистов, 12 августа 1944 года было принято постановление № ГОКО-6372с «О переселении колхозников в районы Крыма» и в сентябре того же года в район приехали первые новоселы 204 семьи из Тамбовской области, а в начале 1950-х годов последовала вторая волна переселенцев из различных областей Украины. С 25 июня 1946 года Ивановка в составе Крымской области РСФСР, а 26 апреля 1954 года Крымская область была передана из состава РСФСР в состав УССР. Время включения в Приозёрновский сельсовет пока не установлено: на 15 июня 1960 года село уже числилось в его составе. Указом Президиума Верховного Совета УССР «Об укрупнении сельских районов Крымской области», от 30 декабря 1962 года Приморский район был упразднён и вновь село присоединили к Ленинскому. В период между 1 января и 1 июня 1977 года Ивановка передана в Багеровский поссовет. По данным переписи 1989 года в селе проживало 269 человек. С 12 февраля 1991 года село в восстановленной Крымской АССР, 26 февраля 1992 года переименованной в Автономную Республику Крым. С 21 марта 2014 года в составе Крыма аннексирована Россией.